# Jarque de Moncayo
Jarque de Moncayo (fino al 2018 Jarque) è un comune spagnolo di 541 abitanti situato nella comunità autonoma dell'Aragona.